# Przechód (Korfantów)
Przechód (deutsch: Psychod, auch Przechod, 1936–1945 Waldfurt) ist ein Ort der Stadt- und Landgemeinde Korfantów im Powiat Nyski der Woiwodschaft Opole in Polen.
Zu Przechód gehört der Weiler Smolarnia (Pechhütte).

## Geographie
Przechód liegt etwa acht Kilometer nordöstlich von Korfantów (Friedland O.S.), 28 Kilometer nordöstlich von Nysa (Neisse) und 38 Kilometer südwestlich von Opole (Oppeln) in der Nizina Śląska (Schlesischen Tiefebene) beidseitig der Steinau. Es ist von weitläufigen Waldgebieten umgeben, die zum Forst Niemodlin gehören.
Nachbarorte von Przechód sind im Nordwesten Sowin (Sabine) und im Süden Borek (Leopoldshof).

## Geschichte

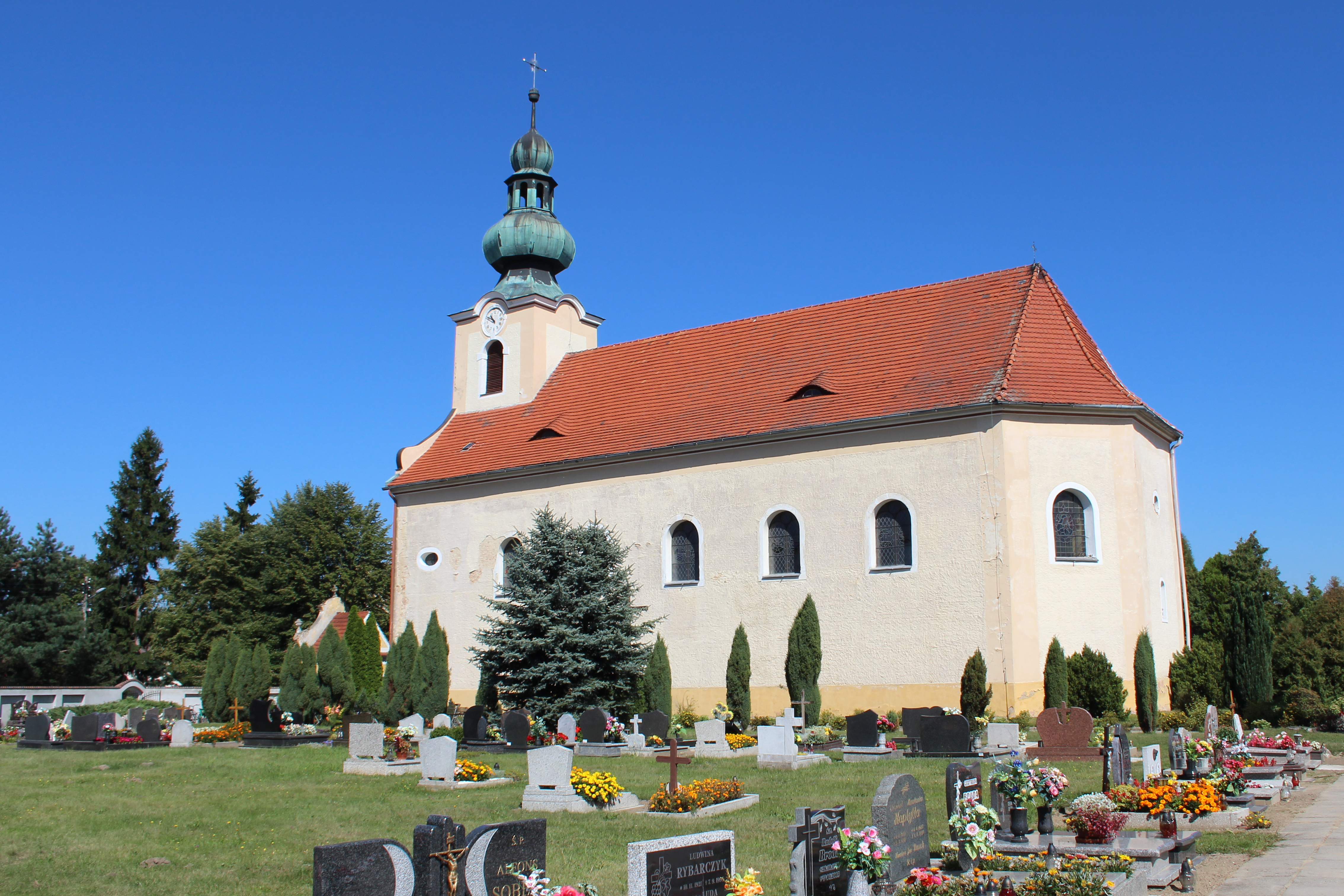
Johannes-der-Täufer-Kirche

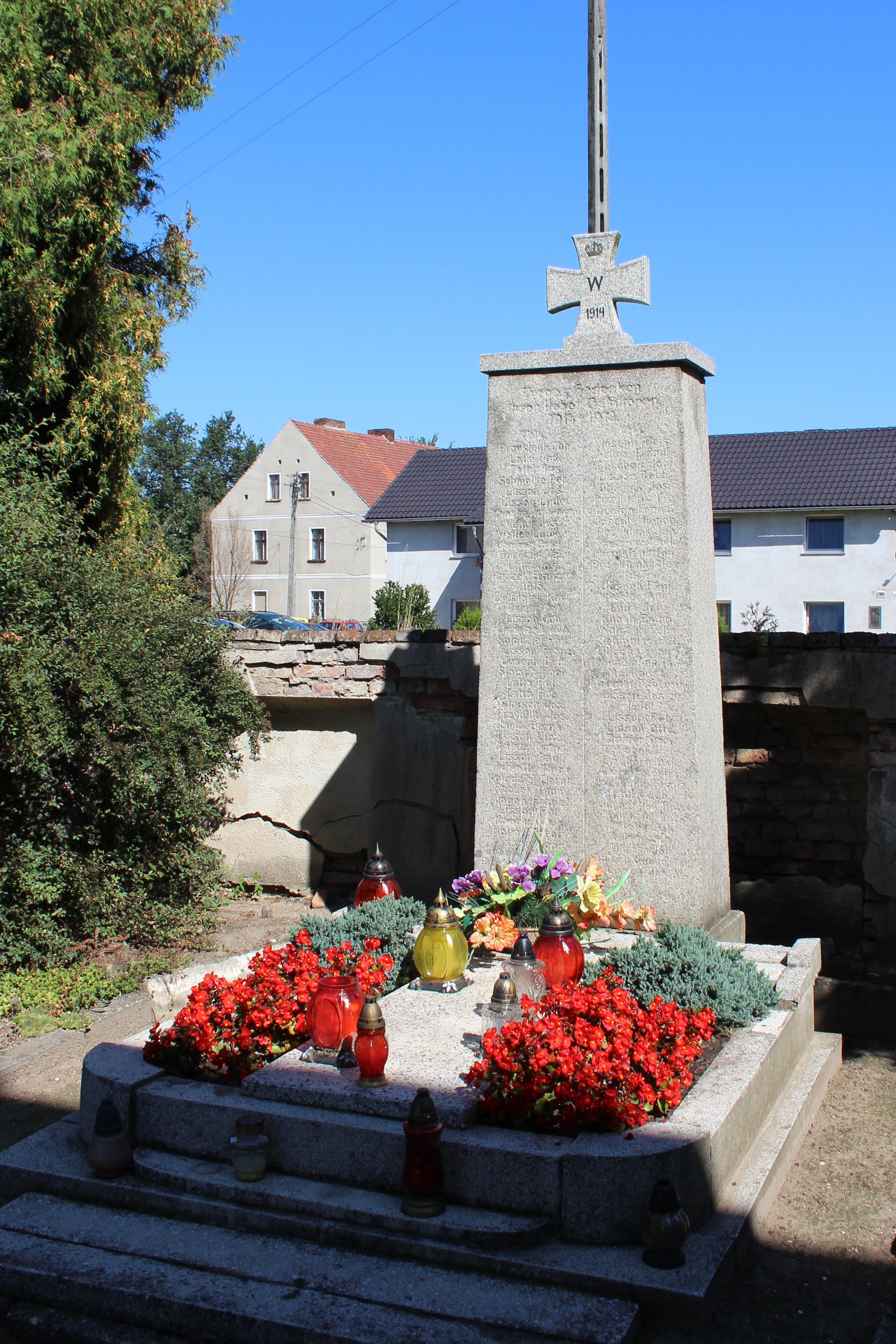
Gefallenendenkmal

Das Dorf wurde vermutlich in der Mitte des 13. Jahrhunderts nach deutschem Recht gegründet. Die erste Erwähnung des Dorfes erfolgte 1311. Eine weitere Erwähnung erfolgte im Jahr 1333. 1428 wird der Ort als Prechod erwähnt. 1518 wurde eine hölzerne Kirche erbaut. 1534 wird der Ort als Prschichod erwähnt.
Nach dem Ersten Schlesischen Krieg 1742 fiel Psychod mit dem größten Teil Schlesiens an Preußen. Der Ort gehörte von 1743 bis 1818 zum Landkreis Oppeln. 1779 wurde die katholische Kirche im Stile des Barocks in Auftrag des Grafen Leopold von Proskau erbaut.
Nach der Neuorganisation der Provinz Schlesien gehörte die Landgemeinde Psychod ab 1818 zum Landkreis Neustadt O.S. im Regierungsbezirk Oppeln. 1845 bestanden im Dorf eine katholische Pfarrkirche, eine katholische Schule, eine Kapelle, eine Bleiche, eine Unterförsterei und 42 Häuser. Im gleichen Jahr lebten in Psychod 497 Menschen, davon allesamt katholisch. 1865 zählte das Dorf 27 Bauern und 43 Häusler. Die Schule im Ort zählte im gleichen Jahr 150 katholische Schüler. 1874 wurde der Amtsbezirk Ringwitz gegründet, welcher aus den Orten Leopoldsdorf, Przychod und Ringwitz bestand. 1885 zählte Psychod 904 Einwohner.
1933 hatte Psychod 1604 Einwohner. Am 15. Juni 1936 erfolgte die Umbenennung des Ortes in Waldfurt. Am 5. März 1937 wurde der Amtsbezirk Ringwitz nach Waldfurt verlagert und in Amtsbezirk Waldfurt umbenannt. 1939 lebten in Waldfurt 1674 Menschen. Bis 1945 befand sich der Ort im Landkreis Neustadt O.S.
Als Folge des Zweiten Weltkriegs fiel Waldfurt 1945 wie der größte Teil Schlesiens unter polnische Verwaltung. Nachfolgend wurde der Ort in Przechód umbenannt und der Woiwodschaft Schlesien angeschlossen. 1946 wurde die deutsche Bevölkerung vertrieben. 1950 wurde es der Woiwodschaft Oppeln eingegliedert. 1999 kam der Ort zum neu gegründeten Powiat Nyski (Kreis Neisse). 2008 zählte das Dorf 766 Einwohner. 2014 wurde die Brücke über die Steinau saniert.

## Sehenswürdigkeiten
- Die römisch-katholische Johannes-der-Täufer-Kirche (poln. Kościół św. Jana Chrzciciela) wurde 1779 erbaut und vom Grafen Leopold von Proskau gestiftet. Sie wurde im Stil des Barock erbaut. Bereits 1518 wurde an gleicher Stelle eine hölzerne Kirche erbaut.
- Denkmal für die gefallenen Soldaten des Ersten Weltkriegs auf dem Dorffriedhof
- Barocke Kapelle
- Wegekreuz